# Dicliptera abuensis
Dicliptera abuensis är en akantusväxtart som beskrevs av Blatter. Dicliptera abuensis ingår i släktet Dicliptera och familjen akantusväxter. Inga underarter finns listade i Catalogue of Life.